# Tales of Pirates
Tales of Pirates, även kallat top, var ett gratis MMORPG skapat av det kinesiska företaget MOLI. Spelet utspelar sig i piratmiljö.